# Бойко Симитчиев
Бойко Иванов Симитчиев е български офицер, бригаден генерал.

## Биография
Роден е на 18 юли 1951 г. в Самоков. През 1975 г. завършва Висшето военно народно училище „Васил Левски“ във Велико Търново с профил „свързочен“ като първенец на випуска. През 1985 г. завършва Военната свързочна академия „Семьон Будьони“ в Санкт Петербург, а през 2000 г. и генералщабен курс във Военната академия в София. Бил е командир на 62-ра свързочна бригада в Горна Малина. На 6 юни 2002 г. е назначен за командир на Командването на Стратегическата комуникационно-информационна система. На 25 април 2003 г. е удостоен с висше военно звание бригаден генерал. На 3 май 2004 г. е освободен от длъжността командир на Командването на стратегическите, комуникационните и информационните системи и назначен за началник на Главно управление „Комуникационни и информационни системи“ в Генералния щаб на Българската армия. През 2005 г. завършва Института за управление на ресурсите в Монтерей, Калифорния. На 4 май 2005 г. е назначен за началник на Главно управление „Комуникационни и информационни системи“ в Генералния щаб на Българската армия. Междувременно управлението е преименувано на управление „Комуникационни и информационни системи“ и на 25 април 2006 г. бригаден генерал Симитчиев е преназначен за началник, считано от 1 юни 2006 г. На 21 април 2008 г. е освободен от длъжността началник на управление „Комуникационни и информационни системи“ в Генералния щаб на Българската армия, считано от 1 юни 2008 г. През 2008 г. излиза в запаса. От 2016 г. е председател на УС на Асоциацията на комуникационните и информационни специалисти (АКИС). Член е на Съюза на офицерите и сержантите от запаса и резерва (СОСЗР).

## Образование
- Висшето военно народно училище „Васил Левски“ – до 1975
- Военна свързочна академия „Семьон Будьони“ – до 1985
- Военна академия „Георги Сава Раковски“ – до 2000
- Институт за управление на ресурсите в Монтерей, Калифорния – до 2005